# Hoquets
Hoquets is een Belgisch, Frans, Amerikaans muziektrio dat speelt op zelfgemaakte instrumenten, die ze hoquets noemen. De naam verwijst zowel naar het Franse woord voor de hik, als naar de muzikale term hoketus.
Het debuutalbum Belgotronics verscheen in 2011, en won datzelfde jaar de prijs voor het beste album op de Octaves de la musique in de categorie pop/rock. De band speelde onder meer op Pukkelpop, Festival Dranouter en Dour Festival.

## Discografie
- 2011 Belgotronics